# Округ Вопека (Висконсин)
Вопeка (енгл. Waupaca County) је округ у америчкој савезној држави Висконсин.

## Демографија
По попису из 2010. године број становника је 52.410, што је 679 (1,3%) становника више него 2000. године.
| Група             | 2000.          | 2010.          |
| Белци             | 50.295 (97,2%) | 50.150 (95,7%) |
| Афроамериканци    | 87 (0,2%)      | 154 (0,3%)     |
| Азијати           | 139 (0,3%)     | 194 (0,4%)     |
| Хиспаноамериканци | 714 (1,4%)     | 1.307 (2,5%)   |
| Укупно            | 51.731         | 52.410         |